# SN 1960F
SN 1960F – supernowa typu Ia odkryta 20 kwietnia 1960 roku w galaktyce NGC 4496A. Jej maksymalna jasność wynosiła 11,34m.